# Tiliqua gigas
Espèce
Synonymes
- Scincus gigas Schneider, 1801

Tiliqua gigas est une espèce de sauriens de la famille des Scincidae.

## Description
Tiliqua gigas gigas est un scinque de 50 cm environ, ses sous-espèces Tiliqua gigas evanescens et Tiliqua gigas keyensis atteignent 60 cm. Les spécimens de Tiliqua gigas gigas de l'île d'Halmahera sont plus grands avec 55-60 cm.
Le genre a les pattes avant partiellement à totalement noires, une queue faisant la moitié de la taille du corps, les écailles du dos angulaires et la langue partiellement rose. La couleur de gigas gigas est brune, dorée ou grise, avec des bandes marron foncé à noires traversant le dos. Tiliqua gigas evanescens présente de fines bandes marron traversant le dos, et une couleur de fond allant du gris au brun, parfois orangé. Keyensis présente une couleur de fond olive à jaune, avec des bandes de couleur orange ou brune, et couvert de noir moucheté. Les gigas gigas d'Halmahera sont largement marqués de noir, avec une couleur de fond brune, rouge ou grise.

## Répartition
Cette espèce se rencontre :
- en Nouvelle-Guinée ;
- en Papouasie-Nouvelle-Guinée dans l'archipel Bismarck ;
- en Indonésie dans les Moluques.

Ce genre se retrouve dans les plaines et forêts humides. Tiliqua gigas gigas se trouve dans les zones boisées, couvertes et denses, evanescens quant à lui habite les plaines et forêts ouvertes du sud de l'île. Les spécimens d'Halmahera sont soumis à un climat très humide dans un environnement largement forestier.

## Liste des sous-espèces
Selon The Reptile Database (13 décembre 2012) :
- Tiliqua gigas evanescens Shea, 2000
- Tiliqua gigas gigas (Schneider, 1801)
- Tiliqua gigas keyensis Oudemans, 1894

## Publications originales
- Oudemans, 1894 : Eidechsen und Schildkröten. in Semon, 1894 : Zoologische Forschungsreisen in Australien und dem Malayischen Archipel. Denkschriften der Medicinisch-Naturwissenschaftlichen Gesellschaft zu Jena, vol. 5, p. 127-146 (texte intégral).
- Schneider, 1801 : Historiae Amphibiorum naturalis et literariae. Fasciculus secundus continens Crocodilos, Scincos, Chamaesauras, Boas. Pseudoboas, Elapes, Angues. Amphisbaenas et Caecilias. Frommani, Jena, p. 1-374 (texte intégral).
- Shea, 2000 : Die Neuguinea-Blauzunge, Tiliqua gigas (Schneider, 1801): Ökologie und Übersicht über die Unterarten nebst Beschreibung einer neuen Unterart, Tiliqua gigas evanescens subsp. nov. in Hauschild, Hitz, Henle, Shea &Werning, 2000 : Blauzungenskinke. Beiträge zu Tiliqua und Cyclodomorphus. Natur und Tier Verlag (Münster), no 287, p. 157-160.